# Geluidsstudio

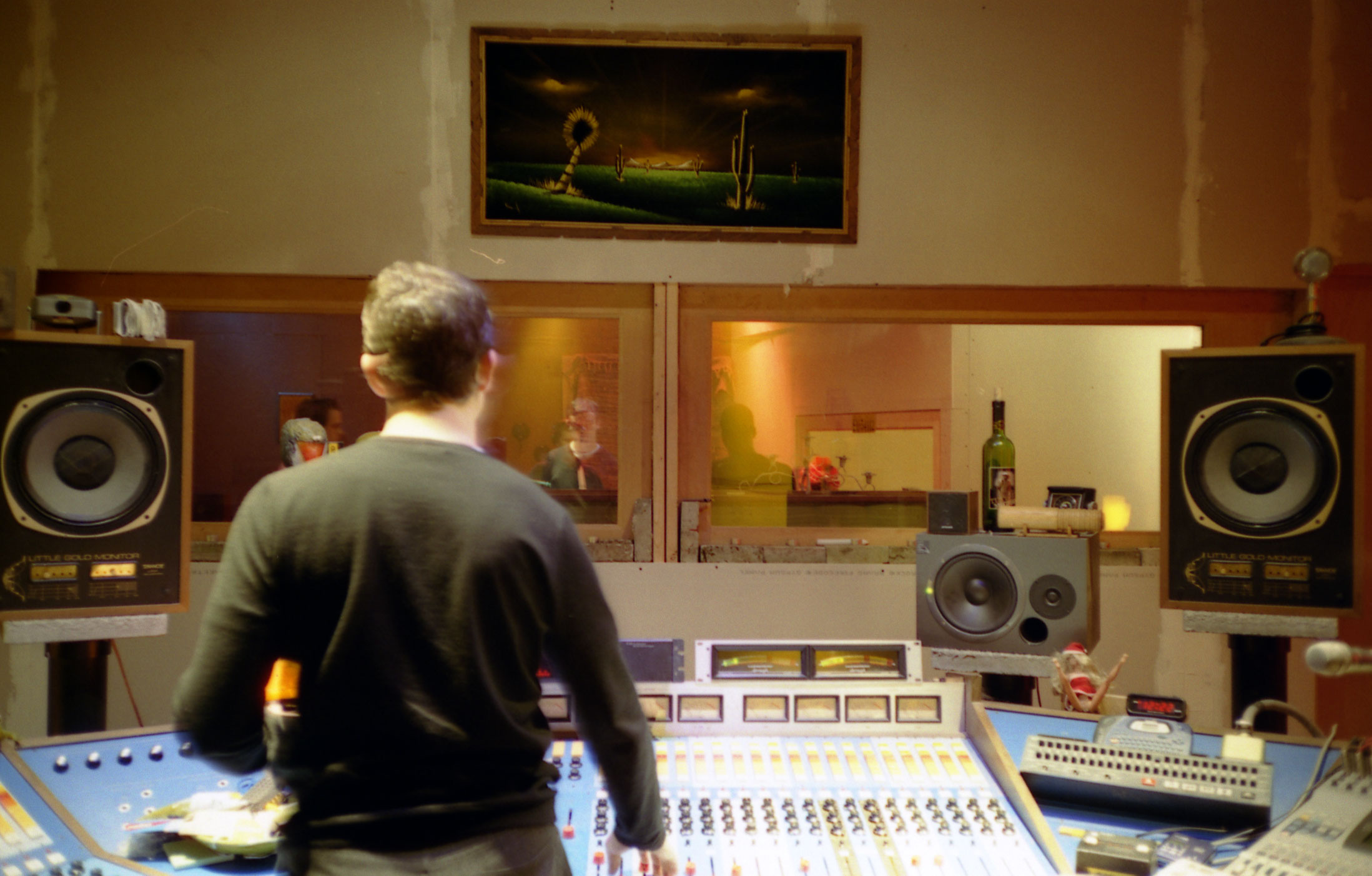
Audiostudio

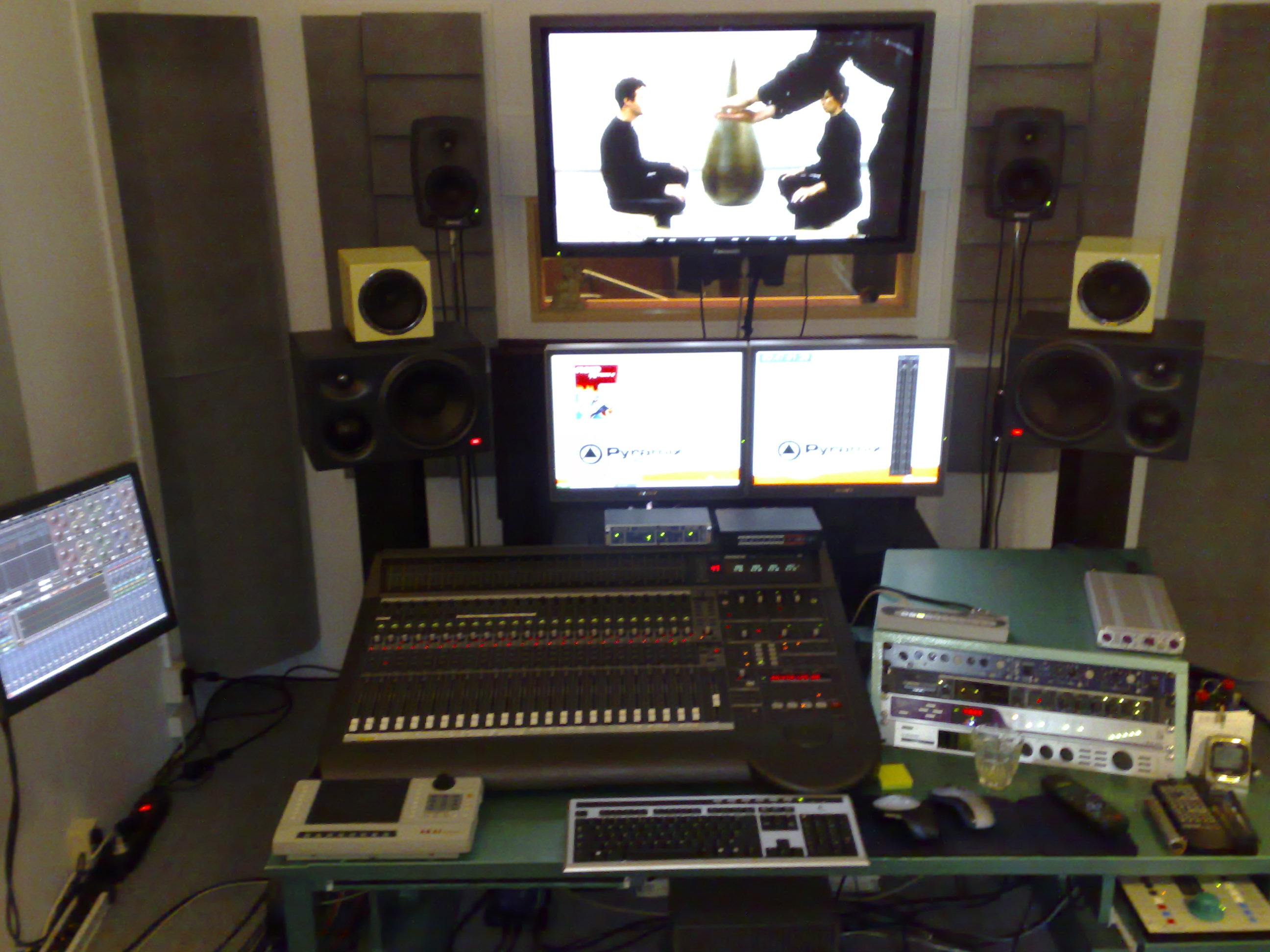
Audiovisuele studio

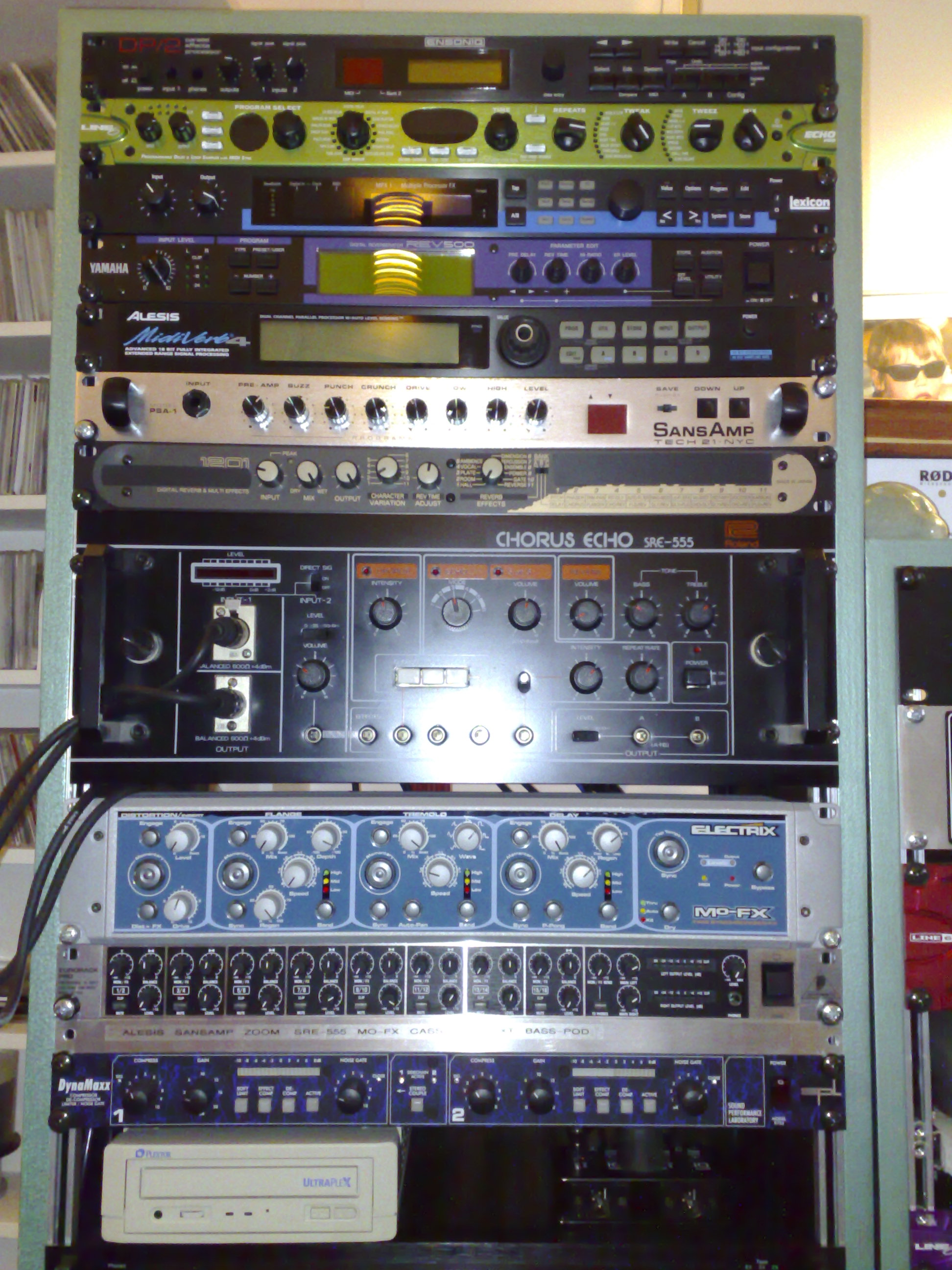
Audiostudiorack

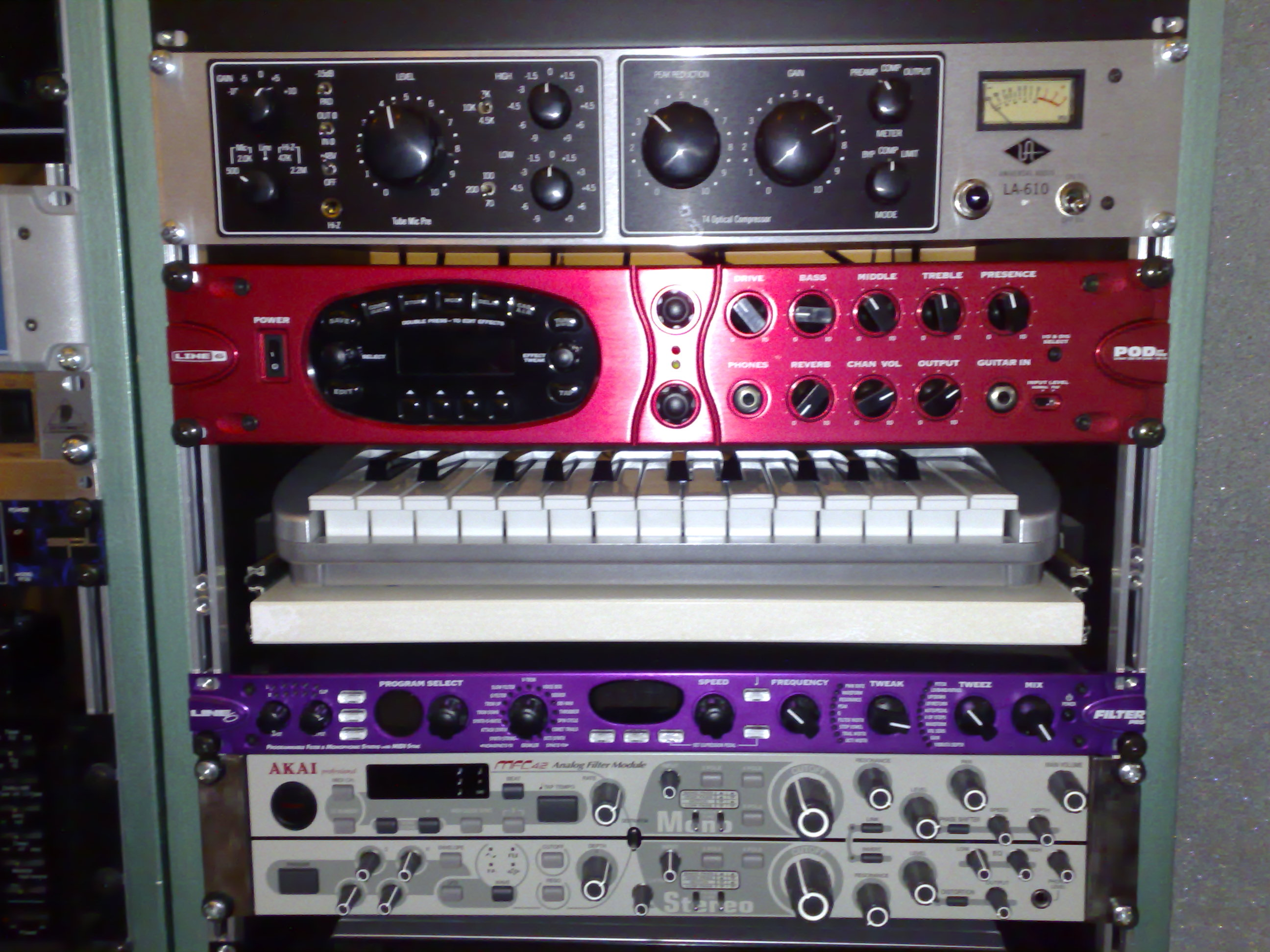
Audiostudiorack

In een geluidsstudio wordt geluid opgenomen en bewerkt. In de meeste gevallen wordt er muziek opgenomen en betreft het een muziekstudio. Doorgaans komt iedere klankbron op een apart spoor terecht. Dit biedt als voordeel dat het signaal op ieder spoor apart bewerkt kan worden, terwijl alle sporen tegelijkertijd hoorbaar kunnen zijn. Er bestaan drie soorten studio's: opnamestudio's, mixstudio's en masteringstudio's. De meeste studio's combineren echter ten minste twee soorten.

## Soorten studio's
De productie van een muziekopname of geluidsopname in een grote studio vindt in de regel in drie achtereenvolgende fases plaats: de opname, de mixage en de mastering. Mensen die naast de muzikanten in zekere mate creatieve beslissingen nemen over een deel van het proces worden producers genoemd.

### Opnamestudio
In een opnamestudio wordt het geluid van een instrument of andere geluidsbron met microfoons zo kwalitatief mogelijk omgezet in een elektrisch signaal en opgeslagen op een medium. Dit proces is de opname of registratie, uitgevoerd door opnametechnici. 
De akoestiek van de ruimte waarin de geluidsbron zich bevindt is geoptimaliseerd, om ongewenste geluidsreflecties en resonanties tegen te gaan en om bepaalde galmkarakteristieken te bewerkstelligen. Men schenkt hierbij aandacht aan de soort, afmeting en plaatsing van de wanden en aan geluidsdempende materialen. Bovendien dient de studio een akoestische isolatie te bezitten die voorkomt dat storende geluiden van buiten in de studio hoorbaar zijn. Verder houdt men rekening met de plaatsing van de microfoons ten opzichte van de geluidsbron en met de selectie van de microfoons, omdat dit een grote invloed heeft op de klank.
Grote studio's beschikken naast de ruimte waar de geluidsbron en microfoons in geplaatst worden ook over een aparte kamer waar het signaal door middel van monitoren hoorbaar wordt gemaakt. Zo'n kamer heet een controlekamer. Zodoende kunnen de technici het geluid objectief beoordelen, mits de akoestiek hiervan ook adequaat is.
De signalen worden doorgaans in dezelfde controlekamer geregistreerd. Grofweg kunnen media worden onderverdeeld in analoge en digitale. Een analoog medium is doorgaans een magneetband, vergelijkbaar met een Compact cassette. De breedte van een tape is onderverdeeld in een aantal sporen. Bij digitale opnames maakt men gebruik van dito recorders (opnameapparaten) of computers. Het medium is dan vaak een harde schijf. Voordat een signaal op een digitaal medium opgeslagen kan worden, moet het eerst worden gedigitaliseerd.

### Mixstudio
Na de opnames kan er gemixt worden. Dit wordt ook wel postproductie genoemd. Hierbij worden de klankeigenschappen van ieder spoor aangepast. De producer tracht hierbij van alle sporen een goedklinkend geheel te creëren. Doorgaans wordt hierbij gebruikgemaakt van versterking of verzwakking, stereomanipulaties, toonregeling, compressie, kunstmatige galm en andere effecten, waaronder een chorus. Uiteindelijk zal er een gewenste balans en sfeer ontstaan. De technicus maakt dan een mixdown (of kortweg mix), waarbij alle bewerkte sporen samengevoegd worden tot een kleiner aantal sporen, zoals één spoor (mono), 2 sporen (stereo, het meest gangbare), tot maximaal 6 of zelfs 8 sporen (surround).
Vaak vindt de mixage in de controlekamer plaats, omdat de opnames en een groot deel van de benodigde technische middelen hier reeds aanwezig zijn.

### Masteringstudio
Tot slot wordt de mixdown gemasterd. Masteren is het proces waarbij de mix als geheel nog geoptimaliseerd wordt. Belangrijke stappen hierbij zijn toonregeling, vaak een vleugje compressie en de keuze van het uiteindelijke geluidsniveau.

## Algemene kenmerken
Gedurende het hele proces maakt de producer gebruik van monitoren. Dit zijn speciale geluidsboxen die het op te nemen, te mixen of te masteren signaal zo neutraal mogelijk hoorbaar maken. Men benut vooral bij het mixproces tegenwoordig vaak nog een mengtafel, om de verschillende signalen te mixen. Wanneer de mixage volledig in een computer plaatsvindt, speelt de mengtafel een veel minder grotere rol. Soms wordt ze zelfs niet gebruikt (bij elektronische muziek).
Verder is de kwaliteit van de akoestiek essentieel voor het eindproduct. Dit geldt vooral voor de opnameruimte. Naast de geluidsbron zal de microfoon ook kenmerken van de ruimte oppikken. Maar een goede akoestiek is ook in de mix- en masteringruimte van belang. Dit bevordert een nauwkeuriger en juister weergave van het geluidssignaal, zodat producers beter in staat zijn beslissingen te nemen. In iedere ruimte worden staande golven en een overmaat aan galm zo veel mogelijk voorkomen of juist benut, afhankelijk van het gewenste timbre van de opname. Dit doet men door veel aandacht te schenken aan de inrichting van de ruimte en het plaatsen van onder andere geluidsabsorberende materialen of juist totaal kale ruimte waarbij de weerkaatsing maximaal is. In veel gevallen staan de muren van geluidsstudio's niet parallel aan elkaar om zo ongewenste staande golven te vermijden en daarmee het resonantiespectrum van de opnameruimte te ontdoen van storende pieken.